# Anglin J6 Karatoo
L'Anglin J6 Karatoo, aussi appelé « Australian Karatoo », est un avion australien de type ULM pouvant également rentrer dans la catégorie des Light sport aircrafts, conçu par Jessie Anglin et entré en service en 1982.
Au fil des années, le J6 a été produit par plusieurs constructeurs aéronautiques différents, parmi lesquels Amax Engineering (en), dans les faubourgs de Melbourne, dans l'État du Victoria, puis par Skyway Aircraft. En 2013, il était encore produit par Serenity Aviation, toujours en Australie, et était disponible sous forme de plans ou de kits à assembler soi-même,,,,,, proposé à un prix de 19 995 dollars pour un kit de construction rapide.
Il semblerait toutefois que l'avion ne soit plus produit de nos jours (2025).

## Conception et développement
Le J6 est doté d'une aile haute à renforts en « V », de deux sièges en configuration côte-à-côte installés dans un cockpit fermé doté de portières, d'un train d'atterrissage conventionnel fixe et d'un moteur en configuration tractrice.
Le fuselage est constitué de tubes d'acier 4130 soudés, les ailes étant constituées d'une structure en bois, le tout étant recouvert de tissu « aéronautique » traité. L'aile, d'une envergure de 9,9 m et d'une surface de 13,6 m2, emploie un profil de type Clark Y (en) et peut accueillir des volets en option. Elle est soutenue par des entretoises en « V » et est constituée de contreplaqué de type « marine » et d'un bord d'attaque en « D », bien qu'une aile entièrement métallique était en cours de développement. Un mécanisme de repliage des ailes pour le stockage ou le transport était également disponible en option. Des flotteurs étaient également disponibles en option,,,.
Le Karatoo peut recevoir des moteurs dont la puissance va de 50 à 100 ch (37 à 75 kW) selon le modèle. Les moteurs employés incluent les moteurs à deux temps Rotax 503 (en) de 50 ch et Rotax 582 (en) de 64 ch (48 kW), ainsi que les moteurs à quatre temps Rotax 912UL de 80 ch (60 kW), Rotax 912ULS de 100 ch, Jabiru 2200 (en) de 85 ch (63 kW), Subaru EA (en) de 71 à 100 ch (53 à 75 kW), Continental C90 de 90 ch (67 kW) et Continental O-200A de 100 ch,,.
En 1988, le concept du J6 a été adapté à la réglementation des avions ultralégers canadiens (en), sous la forme du Norman Aviation J6 Karatoo, et en 1990 sous la forme du Buzzman L'il Buzzard,.

## Histoire opérationnelle
En novembre 2018, il restait onze Karatoos inscrits aux registres de la Federal Aviation Administration (FAA), dont deux appartenant à la catégorie Light Sport.

## Versions
- J6A Karatoo : Modèle initial, avec une masse brute de 410 kg, habituellement propulsé par un Rotax 503 de 50 ch (37 kW). Les premiers exemplaires possédaient un longeron principal basique en épicéa, tandis que les exemplaires suivants avaient un longeron en épicéa avec un profil en « I »[7] (ou « double T ») ;
- J6B Australian Karatoo : Version améliorée, développé par Anglin en coopération avec Max Peters. Le J6B avait une masse brute de 540 kg, un train d'atterrissage renforcé, des volets optionnels et était propulsé par une conversion du moteur automobile Subaru EA, d'une puissance allant de 71 à 100 ch (53 à 75 kW)[7],[8] ;
- J6C Australian Karatoo : Version avec une masse brute de 540 kg, dotée d'un fuselage plus long et plus large avec une section arrière revue[7],[8].